# Martana
Martana (italsky Isola Martana) je ostrov na Bolsenském jezeře v Itálii. Nachází se naproti obce Marta.

## Přístup
Ostrov je nyní v soukromém vlastnictví a žádní návštěvníci na něm nejsou vítáni.

## Historie
Předpokládá se, že na ostrově byly střeženy ostatky svaté Kristýny, aby nepadly do rukou barbarů. Později, jak se tvrdí, během vlády Gótů zde potkala strašná smrt gótskou královnu Amalasunthu. Její synovec Theodahad dychtil po moci a podnítil spiknutí, které vedlo k její smrti rukou nájemného vraha.